# Pflanzenbau
Pflanzenbau oder Pflanzenproduktion (in der Ethnologie häufig auch Bodenbau) ist der planmäßige landwirtschaftliche oder gartenbauliche Anbau von Nutzpflanzen und auch Zierpflanzen. Im Mittelpunkt steht die Erzeugung hochwertiger pflanzlicher Nahrungsmittel, wobei auch der Anbau und die Kultivierung von Zimmerpflanzen unter dem Stichwort Pflanzenbau zusammengefasst werden.

## Teilgebiete Pflanzenbau
- Nutzpflanzen:
  - Nahrungspflanzen, Getreide (Halmfrüchte wie Weizen, Roggen, Gerste, Hafer), Kartoffeln, Obst, Gemüse.
  - Futterpflanzen, (Futterbau, Grünlandwirtschaft),
  - Marktfrüchte, Zuckerrüben, Medizinalpflanzen, Industriepflanzen.
- Zierpflanzen, Zimmerpflanzen, Zierpflanzenbau, Floristik
- Baumschulen.
- Forst.

## Arbeitsgebiete Pflanzenbau
Der Pflanzenbau umfasst mehrere Arbeitsgebiete, darunter vor allem bodenbedingte landwirtschaftliche Grundlagen (Ackerbau und Standortlehre). Im Zentrum dieser Arbeitsgebiete steht die möglichst effiziente Nutzung der Standortfaktoren wie Boden, Wasser und  Licht. Diese beeinflussen das Wachstum der Pflanzen und sollen daher so gut wie möglich ausgenutzt werden. Wichtiger Bestandteil im Nutzpflanzenbau ist zudem die Ertragsbildung, der sich mit den physiologischen Vorgängen in der Pflanze beschäftigt, welche für den Ertrag von Pflanzenprodukten wie zum Beispiel Früchten, Getreide oder Öl sorgen. Daneben gehören auch die Fachgebiete Pflanzenzüchtung, Pflanzenernährung und Phytomedizin (Pflanzenschutz) zum Pflanzenbau. In der heutigen Pflanzenbaulehre wird größerer Wert auf nachhaltigen Anbau mit ressourcen- und umweltschonenden Maßnahmen gelegt.
Die Fachrichtung der Theorie und Praxis des Pflanzenbaus als wissenschaftliche Disziplin heißt Pflanzenbauwissenschaft.